# Hanshin Mukogawa-lijn
De Hanshin Mukogawa-lijn  (阪神武庫川線; Hanshin Mukogawa-sen) is een spoorlijn in de Japanse stad Nishinomiya, in de prefectuur Hyōgo. De lijn maakt deel uit van het netwerk van Hanshin in de regio Osaka-Kobe-Kioto en is een zijtak van de Hanshin-lijn.

## Geschiedenis
Het eerste gedeelte van de lijn, tussen Mukogawa en Suzaki, werd in 1943 voltooid. In 1986 werd de lijn verlengd naar het station Mukogawadanchi-mae. Van 1945 t/m 1970 werd de lijn ook gebruikt voor vrachtvervoer. De lijn werd twee keer voor korte tijd gesloten: de eerste keer in 1945 na een bombardement en in 1995 na de Hanshin-aardbeving.

## Treinen
Op het traject rijden enkel stoptreinen. Op het traject worden voornamelijk oudere treinstellen ingezet.

## Stations
| Station           | Japans       | Verbindingen          | Stad        |
| ----------------- | ------------ | --------------------- | ----------- |
| Mukogawa          | 武庫川       | Hanshin: Hanshin-lijn | Nishinomiya |
| Higashi-Naruo     | 東鳴尾       |                       | Nishinomiya |
| Suzaki            | 洲先         |                       | Nishinomiya |
| Mukogawadanchimae | 武庫川団地前 |                       | Nishinomiya |